# Vaclav Euseb Lobkowitz
Vaclav Euseb Lobkowitz ili Lobkovic (1609. – 1677.), češki knez i austrijski državnik.
Pripadnik staroga češkoga feudalnoga roda. Aktivni sudionik Tridesetogodišnjeg rata. Godine 1647. postao je feldmaršal, 1652. predsjednik Dvorskoga ratnog vijeća, a 1669. prvi ministar. Sudjelovao u sklapanju mira u Vasváru 1664. godine te u likvidaciji Zrinsko-frankopanske urote. Zbog svoje profrancuske orijentacije bio je 1673. otpušten s dvora.